# 나루세 요시히사
나루세 요시히사(일본어: 成瀬 善久, なるせ よしひさ, 1985년 10월 13일 ~ )는 일본의 프로 야구 선수이며, 현재 도치기 골든 브레이브스의 소속 선수(투수)이다.

## 인물

### 프로 입단 전
중학교 시절에는 에이스로서 제22회 전국 중학교 연식 야구 대회에 출전했는데 1경기 16탈삼진이라는 대회 기록을 수립하여 팀을 종합 성적 3위로 이끌었다(매이닝 탈삼진은 하세가와 시게토시, 야마모토 쇼고 등도 기록했다). 같은 중학교의 2년 선배는 이이하라 야스시가 있는데 나루세가 1학년 때 에이스 투수는 이이하라였다.
요코하마 고등학교 시절에는 거듭되는 부상으로 슬럼프에 빠졌지만 3차전인 메이토쿠기주쿠 고등학교와의 경기에서 극적으로 누르고 기세를 탔고, 현명한 투구 방법으로 제75회 선발 고등학교 야구 대회에서 준우승했다. 결승에서는 배터리인 니시무라 겐타로, 시라하마 유타가 소속된 고료 고등학교와 상대해 1학년 아래인 와쿠이 히데아키가 구원으로 등판했지만 3대 15라는 최악의 참패를 당했다. 제85회 전국 고등학교 야구 선수권 대회 가나가와현 지역 예선에서는 결승 진출을 했지만 1학년 아래인 다자와 준이치가 소속된 요코하마 상과대학 고등학교한테 패해 봄과 여름 대회의 연속 출전을 놓쳤다. 2003년의 프로 야구 드래프트 회의에서는 지바 롯데 마린스로부터 6순위로 지명받아 입단했고 등번호는 60번으로 배정되었다.

### 프로 입단 후

#### 2004년 ~ 2005년
입단 첫 해에는 부상의 영향으로 인해 시즌 전반기를 험난하게 보냈고, 후반기부터는 2군에서 기대 이상의 성적을 남겼다. 이듬해 2005년에도 2군에서만 머물렀다.

#### 2006년
5월 17일에는 1군으로 승격하여 요코하마 베이스타스전에서 데뷔 후 처음으로 선발 등판함과 동시에 첫 승리 투수가 되었다. 1군의 마지막 등판에서는 첫 완봉승도 달성해 최종적으로는 13경기에 등판하여 5승을 기록하는 등 선발 로테이션의 일원이 되었다. 그러나 시즌 종료 후에 열린 2군 일본 선수권에서는 한신 타이거스전에서 기다-사쿠라이-후지와라에게 3타자 연속 홈런을 허용하여 패전 투수가 되었다.

#### 2007년
개막 로테이션에 들어가면서 16승 1패와 평균자책점 1.817을 기록했는데 그 해에는 처음으로 올스타전에 출전했고, 월간 MVP를 두 번 수상하는 등 최고 평균자책점과 최우수 투수를 동시에 획득했다. 그 해의 패배는 교류전(요코하마 베이스타스전)에만 있어 퍼시픽 리그 구단과의 경기에서는 무패를 기록했다. 그러나 홋카이도 닛폰햄 파이터스와의 격전이 된 클라이맥스 시리즈 제2 스테이지 최종전에서 그 해의 유일한 성적이 되는 퍼시픽 리그 상대의 패전을 당했다. 참고로 득점지원률 5.64는 리그 최고 성적이며 또 여볼넷 27개는 규정 투구 이닝을 채운 투수 중에서는 다케다 마사루(7개)에 뒤를 이은 2위였다. 평균자책점 1점대와 승률 9할대로 시즌을 마친 투수가 나온 것은 1959년의 스기우라 다다시 이후 48년 만의 일이며, 양대 리그가 출범한 이후에는 두 번째의 기록이다. 세이부 라이온스와 닛폰햄을 상대하면서 강한 면모를 보여주었는데 각각 6승 0패(7경기), 4승(4경기)을 기록하였지만 도호쿠 라쿠텐 골든이글스과는 2경기에 선발 등판하여 승패는 없고 평균자책점은 4점대에 머물 정도로 기대에 못 미쳤다.
다음 해에 열릴 베이징 올림픽 출전을 목표로 하는 야구 일본 대표팀에 소집되었고 타이완에서 열린 아시아 지역 최종 예선인 대한민국 대표팀과의 경기에 선발 등판, 4회 도중까지 2실점하여 팀은 승리했지만 승리 투수가 되지 못했다.

#### 2008년

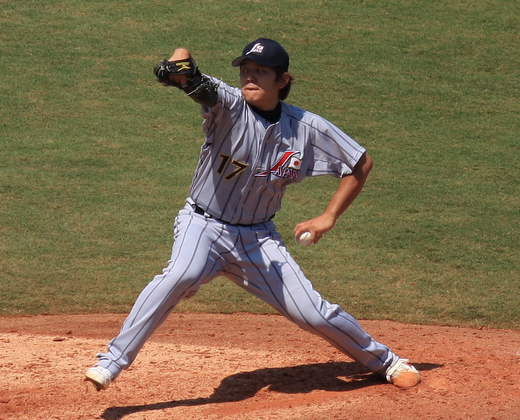
베이징 올림픽 대표팀 시절의 나루세(2008년)

그 해에는 등번호를 17번으로 변경하였고 이후 베이징 올림픽 야구 일본 대표팀 선수로 발탁되면서 예선 5차전(캐나다 전)에 선발 등판, 7이닝을 피안타 2개, 10개의 탈삼진, 무실점으로 호투하여 승리했다. 대회 통산 19개의 최다 탈삼진을 기록했고 교류전에서는 투수로서 매우 드문 기록인 3루타를 때려냈다.

#### 2009년
춘계 캠프에서는 부상으로 인해 출전이 늦어졌고 그 영향때문에 전반기에는 컨디션이 오르지 않아 부진하는 모습이 눈에 띄었지만 서서히 회복하여 올스타전 이후에는 7연승을 기록하는 등 최종적으로는 팀내 1위인 11승을 올렸다. 그 해의 재계약과 관련해서는 연봉 1억 엔에 도달했다.

#### 2010년
시범 경기에서는 16이닝을 던져 15실점을 기록하는 등 성적이 좋지 않았지만 본인으로서는 처음으로 개막전 선발 투수로 지명되었다. 요코하마 고등학교의 후배이기도 한 사이타마 세이부 라이온스의 와쿠이 히데아키도 개막전 선발로 등판해 5이닝까지 노히트로 처리하였지만 7회에 2점 홈런을 허용하면서 역전당했다. 타선에서도 1점을 따는데만 그쳐 3안타 2실점을 기록하여 패전 투수가 되었다. 그 외에도 다르빗슈 유, 이와쿠마 히사시도 개막전 선발 투수로서 등판하였지만 모두 패전 투수가 되었기 때문에 개막전 투수가 3명 모두 완투패를 당한 것이어서 50년 만에 일본 프로 야구에서의 진기록이 나왔다.
정규 시즌에서는 팀내 최다인 13승을 올려 203.2 이닝의 완투 7개, 무볼넷 경기 4차례, 탈삼진 192개, WHIP은 1.02의 좋은 성적을 남겼다. 그러나 피홈런 개수가 증가되면서 29개가 나와 11패를 기록했다. 오릭스 버펄로스 전에서는 7전 7승이라는 기대 이상의 성적을 나타냈고 최종전에서도 승리해 팀을 클라이맥스 시리즈 진출에 기여했다.
클라이맥스 시리즈 파이널 스테이지에서는 후쿠오카 소프트뱅크 호크스와 상대하면서 시즌에서는 평균자책점이 3.32였지만 0승 4패라는 최악의 성적을 남겼다. 그러나 퍼스트 스테이지 1차전(세이부전, 7과 0/3이닝, 2실점)에서 1실점 완투 승리를 거뒀고 최종전인 6차전에서도 4개의 피안타와 완봉 승리를 거두는 등 클라이맥스 시리즈 사상 시즌 3위였던 팀이 처음으로 일본 시리즈 진출에 기여하여 자신도 파이널 스테이지 MVP에 선정되었다. 일본 시리즈에서도 1차전과 6차전에 선발 등판해 1차전에서는 2실점 호투하여 승리해 자신으로서는 처음으로 일본 시리즈의 승리 투수가 되었다.

#### 2011년
그 해 시즌에는 10승 12패와 3.27의 평균자책점을 기록했는데 시즌 12패와 69자책점, 188개의 피안타는 모두 리그 최다 성적을 남겼다.

#### 2012년
7월 21일 올스타전(제2차전)에서는 새로운 변화구인 너클 포크를 실전에서 던졌다.

#### 2014년
2014년 11월 FA를 통해 도쿄 야쿠르트 스왈로즈와 3년 6억엔, 등번호 17번의 계약에 합의하면서 지바롯데 마린스를 떠나게 되었다.

## 플레이 스타일
볼의 출처를 숨기면서 느긋한 모션으로 투구하는 변칙적인 폼(마네키네코 투구법)으로 타자의 타이밍을 놓치면서 평균 130 km/h대 후반, MAX에서도 140 km/h 초반과 스피드는 없지만 성장이 있는 스트레이트와 높은 제구력을 주무기로 삼진을 빼앗는다. 고교 시절에는 144 km/h를 기록하고 있지만 프로에 입문한 이후에는 컨트롤을 더욱 중시하고 있다. 나루세의 폼은 피칭할 때의 테이크백이 작고, 손목이 굽히는 상태가 마네키네코가 올린 앞발과 닮아 있어 ‘마네키네코 투구법’이라고 불리는 경우도 있다. 이 투구 폼에 대해서 “와다 선수의 출처를 숨기는 부분과 스기우치 선수의 느긋한 부분을 더한 폼”이라고 말했다.
구질은 스트레이트, 두 가지 종류의 슬라이더(110 km/h 후반과 120 km/h대), 결정구의 체인지업, 커브도 가지고 있어 2007년 이후 컨트롤에 자신이 없다고 하는 이유로 봉인하고 있었지만 2010년에 투수 코치로 취임한 니시모토 다카시로부터 “완벽하게 컨트롤 할 수 없어도 괜찮다. 변화도 커서 사용할 수 있다”라고 조언한 것에 의해 2010년부터 부활시켰다.
통산 탈삼진률은 8.15인데 특히 1군에 합류한 2006년은 9.54, 2009년은 9.14(리그 2위), 2010년은 8.48(리그 4위)로 탈삼진 개수가 많아 높낮이의 코스를 찌르는 스트레이트와 우타자는 바깥의 체인지업, 좌타자는 밖의 슬라이더로 삼진을 빼앗는다. 피홈런은 2008년 리그의 규정 투구 이닝에 닿은 투수중에서 가장 적었고 2009년에는 리그에서 두 번째로 적은 피홈런이 14개를 기록했지만 2010년은 리그 최악인 29의 피홈런을 기록했다.
탈삼진이 많은 투구 스타일이지만 제구력에도 뛰어나 4사구는 모두 적고, 통산 볼넷율은 1.72로 매우 우수한 편이다.

## 상세 정보

### 출신 학교
- 요코하마 고등학교

### 선수 경력
프로팀 경력
- 지바 롯데 마린스(2004년 ~ 2014년)
- 도쿄 야쿠르트 스왈로스(2015년 ~ 2018년)
- 오릭스 버펄로스(2019년 ~ 현재)

국가대표팀 경력
- 2008년 베이징 올림픽 일본 국가대표

### 수상·타이틀 경력

#### 타이틀
- 최우수 평균 자책점: 1회(2007년)
- 최고 승률: 1회(2007년) ※최우수 투수로서 시상.

#### 수상
- 최우수 투수: 1회(2007년)
- 월간 MVP: 2회(2007년 7월, 2007년 9월)
- 최우수 배터리상: 1회(2007년)[1]
- 퍼시픽 리그 클라이맥스 시리즈 파이널 스테이지 MVP: 1회(2010년)

### 개인 기록

#### 투수 기록
- 첫 등판·첫 선발·첫 승리: 2006년 5월 17일, 대 요코하마 베이스타스 2차전(요코하마 스타디움), 6과 2/3이닝 3실점(2자책점)
- 첫 탈삼진: 상동, 1회말에 이시이 다쿠로로부터 헛스윙 삼진
- 첫 완투 승리: 2006년 6월 14일, 대 요코하마 베이스타스 5차전(지바 마린 스타디움), 9이닝 2실점
- 첫 완봉 승리: 2006년 9월 18일, 대 오릭스 버펄로스 19차전(지바 마린 스타디움)

#### 타격 기록
- 첫 안타: 2007년 5월 31일, 대 히로시마 도요 카프 2차전(시마나미 구장), 4회초에 다카하시 겐으로부터 유격 내야 안타

#### 기록 달성 경력
- 통산 1000투구 이닝: 2012년 5월 11일, 대 후쿠오카 소프트뱅크 호크스 7차전(QVC 마린필드), 4회초 3아웃에 고쿠보 히로키를 유격수 땅볼로 잡아 달성 ※역대 325번째
- 통산 1000탈삼진: 2013년 6월 1일, 대 요미우리 자이언츠 4차전(QVC 마린필드), 3회초에 데라우치 다카유키를 삼진으로 잡아 달성 ※역대 134번째

#### 기타
- 올스타전 출장: 3회(2007년, 2008년, 2012년)

### 등번호
- 60(2004년 ~ 2007년)
- 17(2008년 ~ )

### 연도별 투수 성적
| 연 도     | 소 속     | 등 판 | 선 발 | 완 투 | 완 봉 | 무 4 구 | 승 리 | 패 전 | 세 이 브 | 홀 드 | 승 률 | 타 자 | 이 닝  | 피 안 타 | 피 홈 런 | 볼 넷 | 고 4 | 몸 맞 | 탈 삼 진 | 폭 투 | 보 크 | 실 점 | 자 책 점 | 평 자 책 | W H I P |
| --------- | --------- | ----- | ----- | ----- | ----- | ------- | ----- | ----- | -------- | ----- | ----- | ----- | ------ | -------- | -------- | ----- | ---- | ----- | -------- | ----- | ----- | ----- | -------- | -------- | ------- |
| 2006년    | 지바 롯데 | 13    | 13    | 2     | 1     | 0       | 5     | 5     | 0        | 0     | .500  | 326   | 78.1   | 75       | 6        | 21    | 0    | 4     | 83       | 2     | 0     | 33    | 30       | 3.45     | 1.23    |
| 2007년    | 지바 롯데 | 24    | 24    | 6     | 4     | 2       | 16    | 1     | 0        | 0     | .941  | 675   | 173.1  | 132      | 10       | 27    | 0    | 4     | 138      | 0     | 0     | 36    | 35       | 1.81     | 0.92    |
| 2008년    | 지바 롯데 | 22    | 22    | 3     | 0     | 0       | 8     | 6     | 0        | 0     | .571  | 616   | 150.2  | 126      | 12       | 35    | 0    | 3     | 119      | 3     | 0     | 57    | 54       | 3.23     | 1.07    |
| 2009년    | 지바 롯데 | 23    | 22    | 5     | 1     | 2       | 11    | 5     | 0        | 0     | .688  | 627   | 153.2  | 146      | 14       | 28    | 1    | 3     | 156      | 2     | 0     | 61    | 56       | 3.28     | 1.13    |
| 2010년    | 지바 롯데 | 28    | 28    | 7     | 1     | 4       | 13    | 11    | 0        | 0     | .542  | 817   | 203.2  | 173      | 29       | 34    | 2    | 4     | 192      | 8     | 1     | 78    | 75       | 3.31     | 1.02    |
| 2011년    | 지바 롯데 | 26    | 26    | 6     | 3     | 4       | 10    | 12    | 0        | 0     | .455  | 765   | 189.2  | 188      | 15       | 18    | 0    | 1     | 151      | 3     | 0     | 75    | 69       | 3.27     | 1.09    |
| 2012년    | 지바 롯데 | 28    | 28    | 5     | 2     | 1       | 12    | 11    | 0        | 0     | .522  | 806   | 200.2  | 176      | 21       | 34    | 1    | 2     | 122      | 4     | 0     | 71    | 63       | 2.83     | 1.05    |
| 2013년    | 지바 롯데 | 14    | 14    | 1     | 0     | 0       | 6     | 4     | 0        | 0     | .600  | 364   | 87.0   | 81       | 13       | 25    | 1    | 2     | 51       | 1     | 0     | 36    | 29       | 3.00     | 1.22    |
| 2014년    | 지바 롯데 | 23    | 23    | 2     | 0     | 0       | 9     | 11    | 0        | 0     | .450  | 614   | 142.2  | 153      | 18       | 41    | 0    | 4     | 88       | 4     | 1     | 78    | 74       | 4.67     | 1.36    |
| 통산: 9년 | 통산: 9년 | 201   | 200   | 37    | 12    | 13      | 90    | 66    | 0        | 0     | .577  | 5610  | 1379.2 | 1250     | 138      | 263   | 5    | 27    | 1100     | 27    | 2     | 525   | 485      | 3.16     | 1.09    |

- 2014년 기준, 굵은 글씨는 시즌 최고 성적.
- 2004년, 2005년은 1군 출장 없음.